# 塞纳河畔维尼厄
塞纳河畔维尼厄（法語：Vigneux-sur-Seine，法語發音：[viɲø syʁ sɛn] ⓘ）是法国法蘭西島大區埃松省的一个市镇，属于埃夫里区。

## 地理
塞纳河畔维尼厄（48°42'1"N, 2°25'2"E）面积8.77 平方千米，位于法国法蘭西島大區埃松省，该省份为法国北部内陆省份，北起上塞纳省和马恩河谷省，西接厄尔-卢瓦省和伊夫林省，南至卢瓦雷省，东临塞纳-马恩省。
与塞纳河畔维尼厄接壤的市镇（或旧市镇、城区）包括：塞纳河畔阿布隆、德拉韦伊、阿蒂斯蒙斯、蒙热龙、鲁瓦新城、圣乔治新城。

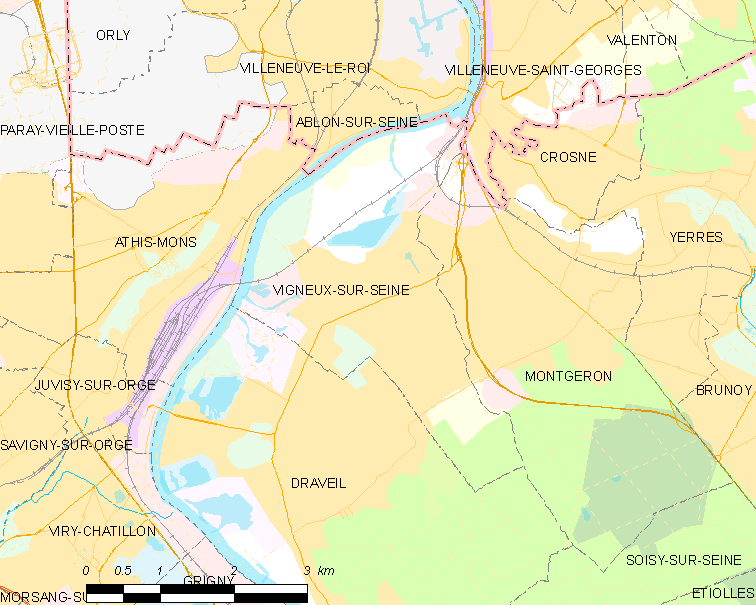
塞纳河畔维尼厄的OSM定位图

塞纳河畔维尼厄的时区为UTC+01:00、UTC+02:00（夏令时）。

## 行政
塞纳河畔维尼厄的邮政编码为91270，INSEE市镇编码为91657。

## 政治
塞纳河畔维尼厄所属的省级选区为塞纳河畔维尼厄县。

## 人口

1962-2008年间塞纳河畔维尼厄人口变化图示

塞纳河畔维尼厄于2022年1月1日时的人口数量为31233人。